# Villers-Guislain
Villers-Guislain is een gemeente in het Franse Noorderdepartement (Frans: département du Nord) (regio Hauts-de-France). De plaats maakt deel uit van het arrondissement Cambrai. De gemeente telde 682 inwoners op 1 januari 2022.

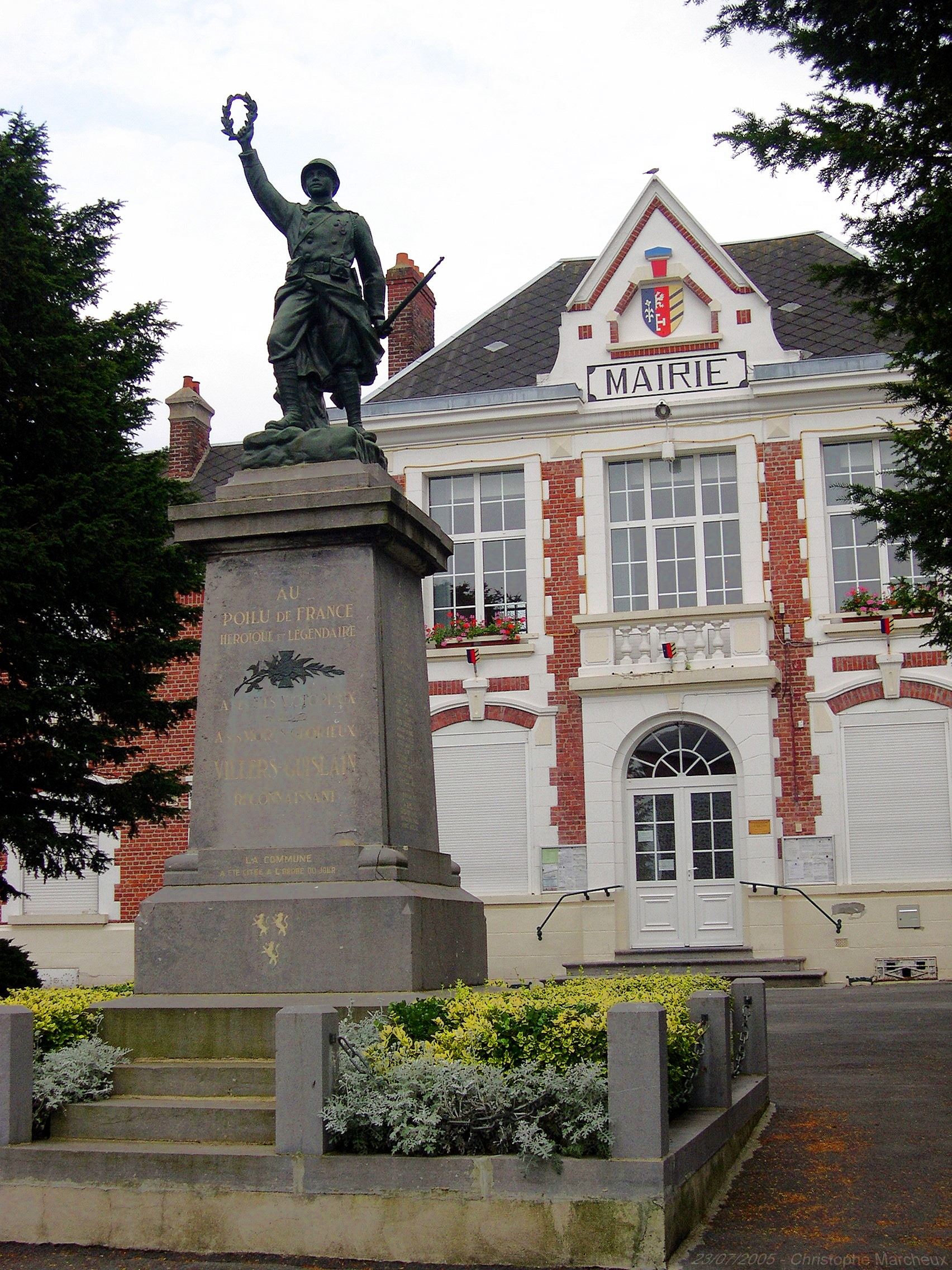
Gemeentehuis en oorlogsmonument

## Geografie
De oppervlakte van Villers-Guislain bedroeg op 1 januari 2022 11,27 vierkante kilometer; de bevolkingsdichtheid was toen 60,5 inwoners per km².

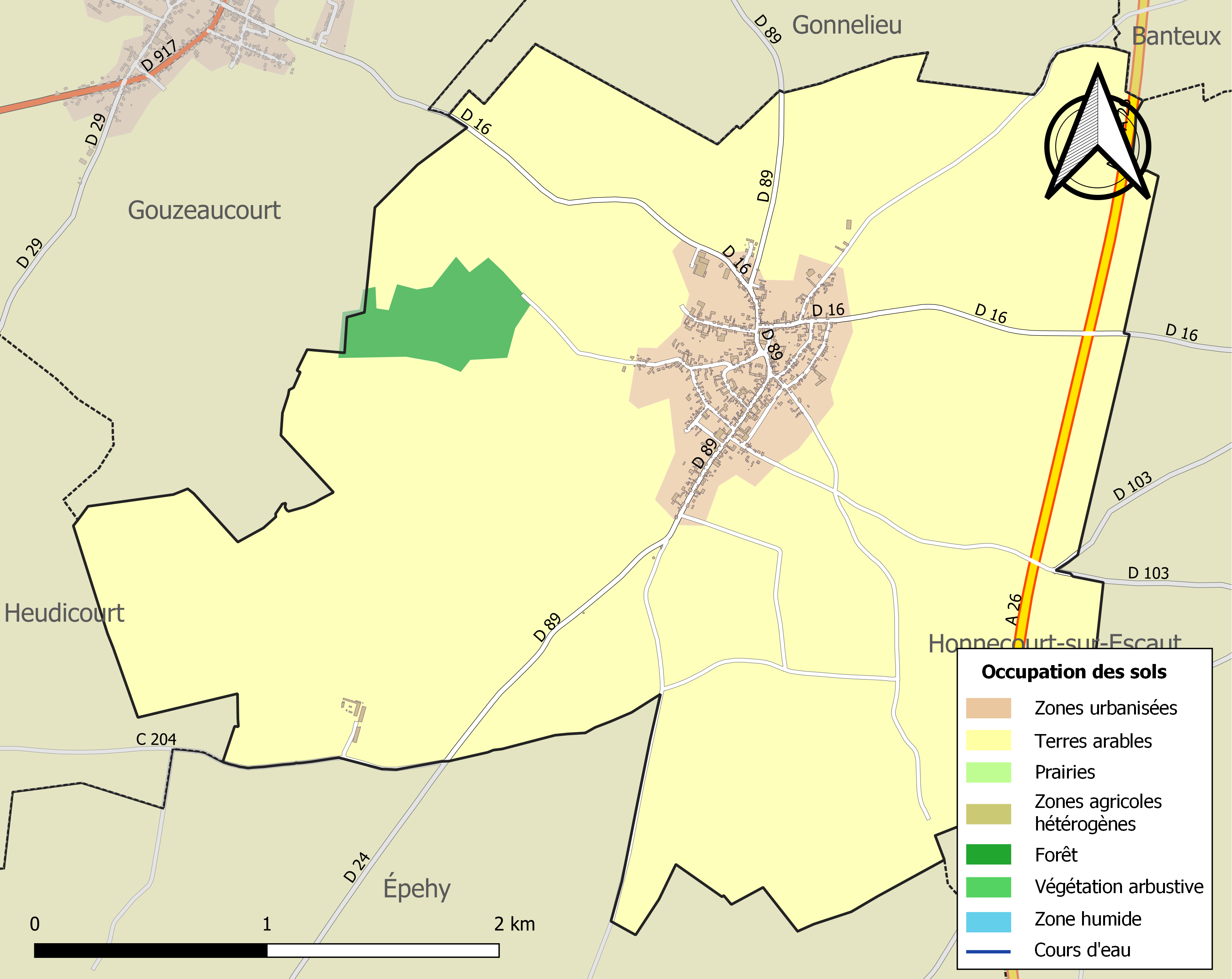
Kaart van de gemeente met belangrijkste infrastructuur, bodemgebruik en omliggende gemeenten

## Demografie
Onderstaande figuur toont het verloop van het inwonertal (bron: INSEE-tellingen).

## Britse militaire begraafplaatsen
Op het grondgebied van de gemeente liggen verschillende begraafplaatsen met Britse gesneuvelden uit de Eerste Wereldoorlog:
- Villers-Guislain Communal Cemetery
- Villers Hill British Cemetery
- Gauche Wood Cemetery
- Targelle Ravine British Cemetery
- Meath Cemetery